# Apoteket Påfågeln

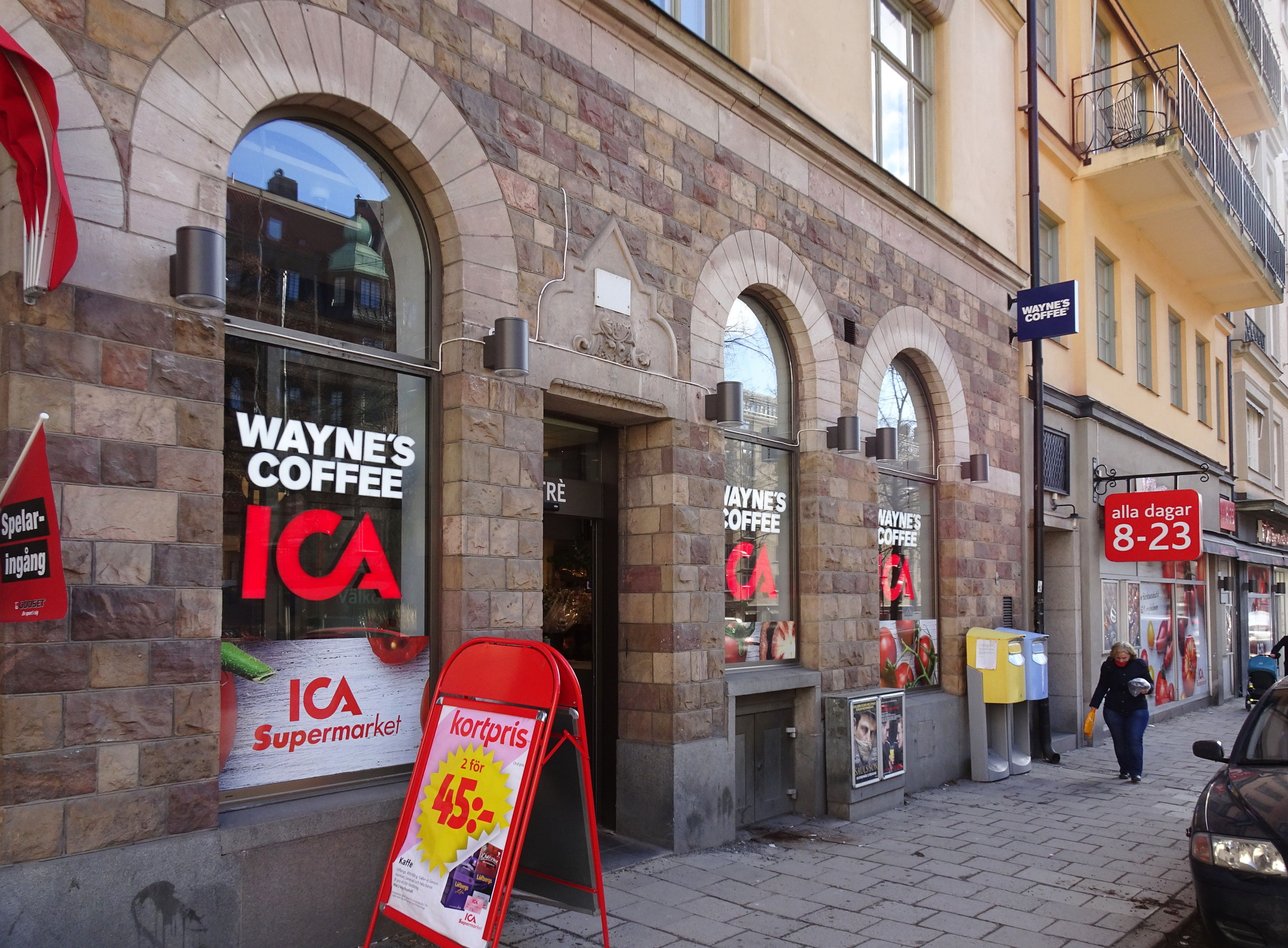
Apoteket Påfågelns gamla adress 2016.

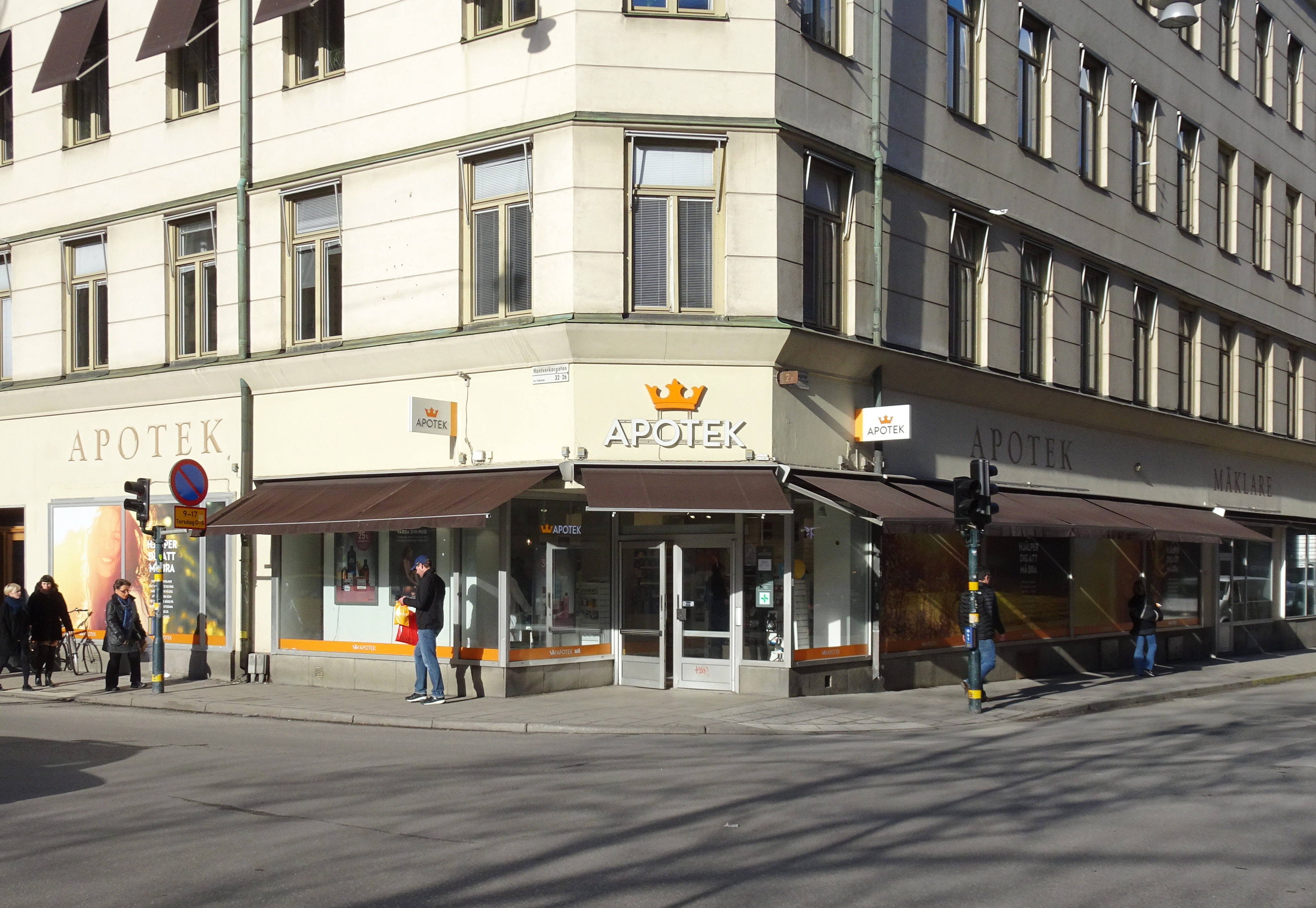
Apoteket Påfågelns nuvarande adress, Scheelegatan / Hantverkargatan, 2016.

Apoteket Påfågeln är ett apotek som inrättades 1929 vid Kungsholmstorg 16 på Kungsholmen i Stockholm. År 1981 flyttades verksamheten till närbelägna Scheelegatan 1. I januari 2010 uppmärksammades Påfågeln i massmedia då det blev det första privatägda apotek i Sverige efter avregleringen av apoteksmonopolet. Numera är Påfågeln en filial av Kronans Apotek.

## Historik
Apoteket Påfågeln inrättades 1929-30 i ett bostads- och affärshus som uppfördes i hörnet Kungsholmstorg 16 / Hantverkargatan 31 efter ritningar av arkitektkontoret Dorph & Höög. Apotekets ingång var från Kungsholmstorg. Över entrén fanns en triangulär ljuslåda med texten APOTEK och på den stod en förgylld påfågel. Verksamheten låg på två plan med försäljningslokalen, kontor och personalrum i bottenvåningen och laboratoriet, lunchrum och förråd i källarvåningen. Officininredningen var vid en inventering av Riksantikvarieämbetet och Statens historiska museer 1980 i huvudsak oförändrad sedan 1930-talet trots en ombyggnad 1976. 
År 1984 flyttades Påfågeln tvärs över korsningen till hörnhuset Scheelegatan 1 / Hantverkargatan 26. Inredningen flyttades inte, men demonterades och förvaras numera i Apotekarsocietetens magasin. Apotekets gamla emblem, påfågeln, var utställd i skyltfönstret på nya adressen. I januari 2010 blev Påfågeln det första privatägda apotek i Sverige efter avregleringen av apoteksmonopolet. Den 17 januari 2010 bytte apotekskedjan Medstop på Påfågeln Apoteksbolagets skyltar mot sina egna och blev därmed landets första privata aktör på ett sedan över 450 år hårt reglerat affärsområde.